# Bucentauro

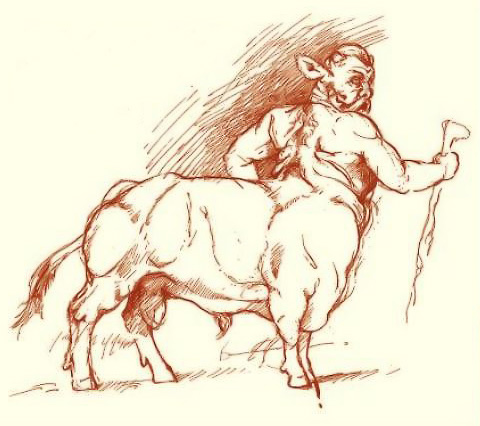
Representación de un bucentauro

El bucentauro es una criatura mitológica originada en la Edad Media que representa a un ser con cuerpo de toro o un búfalo y, a partir de la cintura, aspecto humano. La palabra procede del latín bucentaurus y se originó a imitación del centauro.

## Legado naval
- Una serie de galeras venecianas fueron bautizadas como Bucintoro (del latín bucentaurus, pero por deformación del veneciano buzino d'oro, 'barco de oro') desde el siglo XIV hasta el siglo XVIII, siendo la más famosa la última de todas, botada en Venecia en 1729.

- Otro buque, de principios del siglo XIX, fue bautizado en Francia como Bucentaure, pero esta vez no era una galera sino un navío de línea. El Bucentaure participó en 1805 en la Batalla de Trafalgar en tanto que buque insignia de la Armada Imperial Francesa. Tras ser capturado por los británicos la tripulación prisionera se rebeló y consiguió liberar el buque, pero por haber perdido sus mástiles durante la batalla el navío no pudo ser controlado y acabó hundiéndose en la Bahía de Cádiz.